# Flagge Malaysias
Die Flagge Malaysias (malaiisch: Jalur Gemilang, Jawi جالور ݢميلڠ = glorreiche Streifen) wurde am 16. September 1963 angenommen.

## Beschreibung

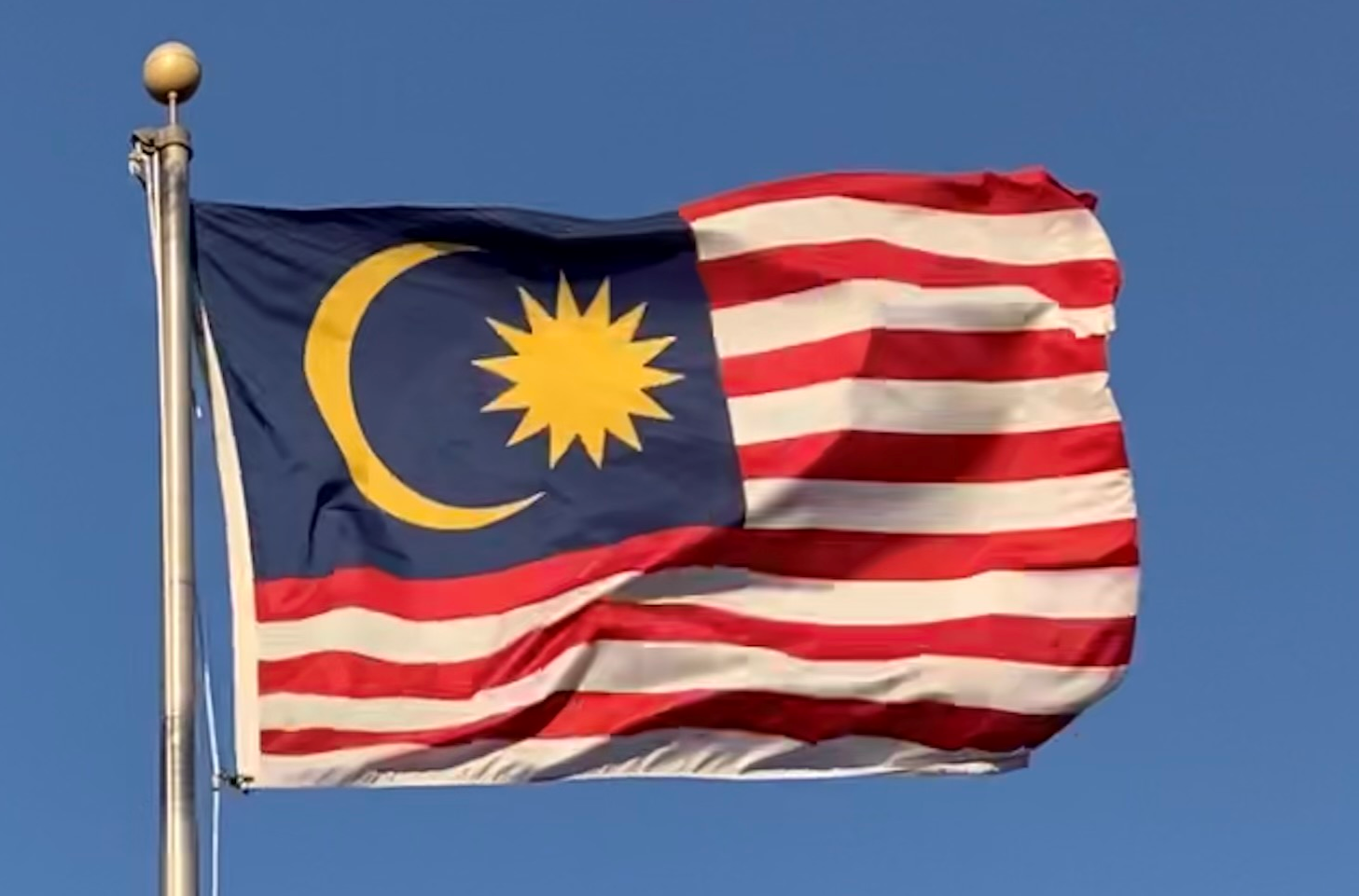
Wehende Nationalflagge

Die Gestaltung der Flagge ist durch die Flagge der USA inspiriert. Die 14 rot-weißen Streifen der Flagge stehen für die ursprünglich 14 Bundesstaaten Malaysias. Aus dem gleichen Grund weist der Stern 14 Zacken auf. Rot und Weiß sind traditionelle malaiische Farben. Das blaue obere Liek zeigte ursprünglich die Verbindung zum Commonwealth an, später deutete man die Symbolik um in die Einheit des malaysischen Volkes. Gelb ist die königliche Farbe.

## Geschichte
Die britischen Straits Settlements erhielten 1874 eine eigene Flagge, bei der die weiße Scheibe 1925 entfernt und 1942 wieder hinzugefügt wurde. 1946 wurde die Kolonie aufgelöst.
Das britische Nordborneo erhielt seine Kolonialflagge 1882 und führte sie bis zu seinem Beitritt in die Föderation Malaysias 1963.
Auch andere Teile der britischen Besitzungen führten bis zur Unabhängigkeit Blue Ensigns mit ihrem jeweiligen Wappen.

1:2  Straits Settlements, 1874 bis 1925, 1942 bis 1946
1:2  Nordborneo, 1882 bis 1963
1:2  Sarawak

1905 nahm die unter britischer Oberhoheit stehende Föderation der Malaiischen Sultanate ein Wappen und eine Flagge an. Die Flagge war weiß-rot-gelb-schwarz waagerecht gestreift:
- Weiß für Perak,
- Gelb für Negeri Sembilan,
- Rot für Selangor und
- Schwarz für Pahang.

In der Mitte der Flagge lag ein weißes Oval mit einem springenden Tiger.
Am 1. Februar 1948 konstituierte sich die Föderation Malaya und hisste am 26. Mai 1950 eine Nationalflagge, deren Design heute noch gültig ist. Allerdings hatte der Stern 11 statt heute 14 Zacken und 11 statt 14 Streifen. Diese standen für die beiden „Settlements“ Malakka und Penang und die neun Staaten Perak, Selangor, Negeri Sembilan, Pahang, Johore, Kedah, Kelantan, Perlis und Trengganu.
Durch den Beitritt von Sarawak, Sabah und Singapur wurde 1963 die Föderation Malaysia geschaffen. Diese erhöhte die Zahl der Streifen und Zacken auf 14. Diese Flagge blieb auch unverändert, als Singapur 1965 die Föderation wieder verließ.

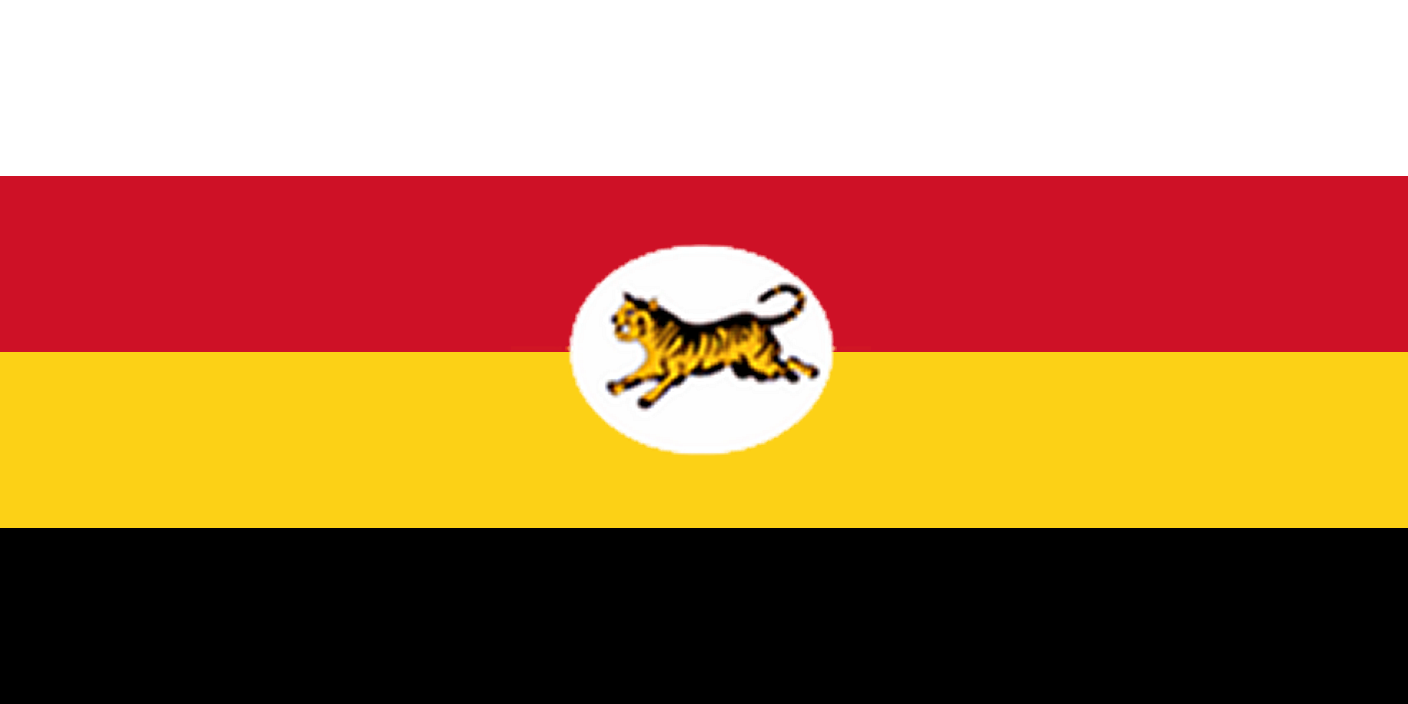
Flagge der Föderation 1905 bis 1950
Gösch der Föderation Malaya bis 1950
1:2   Version von 1950 bis 1963 mit 11 Streifen und 11 Zacken

## Weitere Flaggen Malaysias

1:2  Handelsflagge
1:2  Dienstflagge
1:2   Seekriegsflagge, 1957 bis 1963
1:2   Seekriegsflagge, 1963 bis 1968
1:2  Seekriegsflagge

1:2 Flagge des Staatsoberhaupts
1:2 Flagge der Luftwaffe
1:2 Flagge des Heeres
1:2 Malaysian Maritime Enforcement Agency